# DLO
L'expressió DLO (Document Like Object) està àmpliament reconeguda a la literatura sobre metadades per a al·ludir als documents d'Internet (text, imatge, àudio, vídeo, etc.) i s'utilitza per a referir-lo a una unitat documental o al document digital mínim, que forma part d'una col·lecció digital, al qual se li apliquen metadades per a la seva descripció i recuperació.
L'acrònim DLO sorgeix en el desenvolupament de metadades del Dublin Core, concretament al primer taller que es va dur a terme a Ohio (Estats Units), on començà a utilitzar-se per a diferenciar nocions individuals que constitueixen un objecte discret, digne d'una descripció individual a través de metadades.
En el tercer taller que es realitzà s'amplià el seu significat per a referir-se a qualsevol recurs d'informació específic que es caracteritzés per ser estable (és a dir, que tenia un contingut idèntic per a cada usuari).